# 千葉県立犢橋高等学校
千葉県立犢橋高等学校（ちばけんりつ こてはしこうとうがっこう）は、千葉県千葉市花見川区千種町にある県立高等学校。略称は「犢高（こてこう）」。

## 校名の由来
旧犢橋村の地域であることから校名となった。犢（トク）は「仔牛」のことを意味する。
第4期の在学生は当時、学校の敷地は以前は牧場だったと聞かされていた。
歴史的には、この地域は江戸幕府の放牧場であった。

## 沿革
- 1985年（昭和60年） - 開校。
- 2005年（平成17年）4月 - 制服を変更。
- 2009年（平成21年） - この年度より、犢橋高校から千葉マリンスタジアムまでの約20kmを歩く「競歩大会」を実施。

## 設置学科
- 普通科

## 部活動
| - バスケットボール部 - サッカー部 - 野球部 - 陸上部 - テニス部 - ソフトボール部 - バレーボール部 - 剣道部 - 弓道部 - 卓球部 - ソフトテニス部 - バトン部 | - 吹奏楽部 - 美術部 - 演劇部 - 書道部 - 華道部 - 茶道部 - 囲碁将棋部 - 合唱部 - 写真部 - 科学部 - ESS - ボランティア同好会 |

## 著名な出身者
- 木村拓哉（1年終了時に東京都立代々木高等学校（現在の世田谷泉高等学校）へ転校）
- マツコ・デラックス
- 奈津子（1年生終了時に日出高等学校へ転校）
- 後藤大輔（ロックバンド：asphalt frustration）（担当楽器：シンセサイザー・キーボード）
- 秋吉夕紀（プロボウラー）
- ランボー宏輔（総合格闘家）

## アクセス

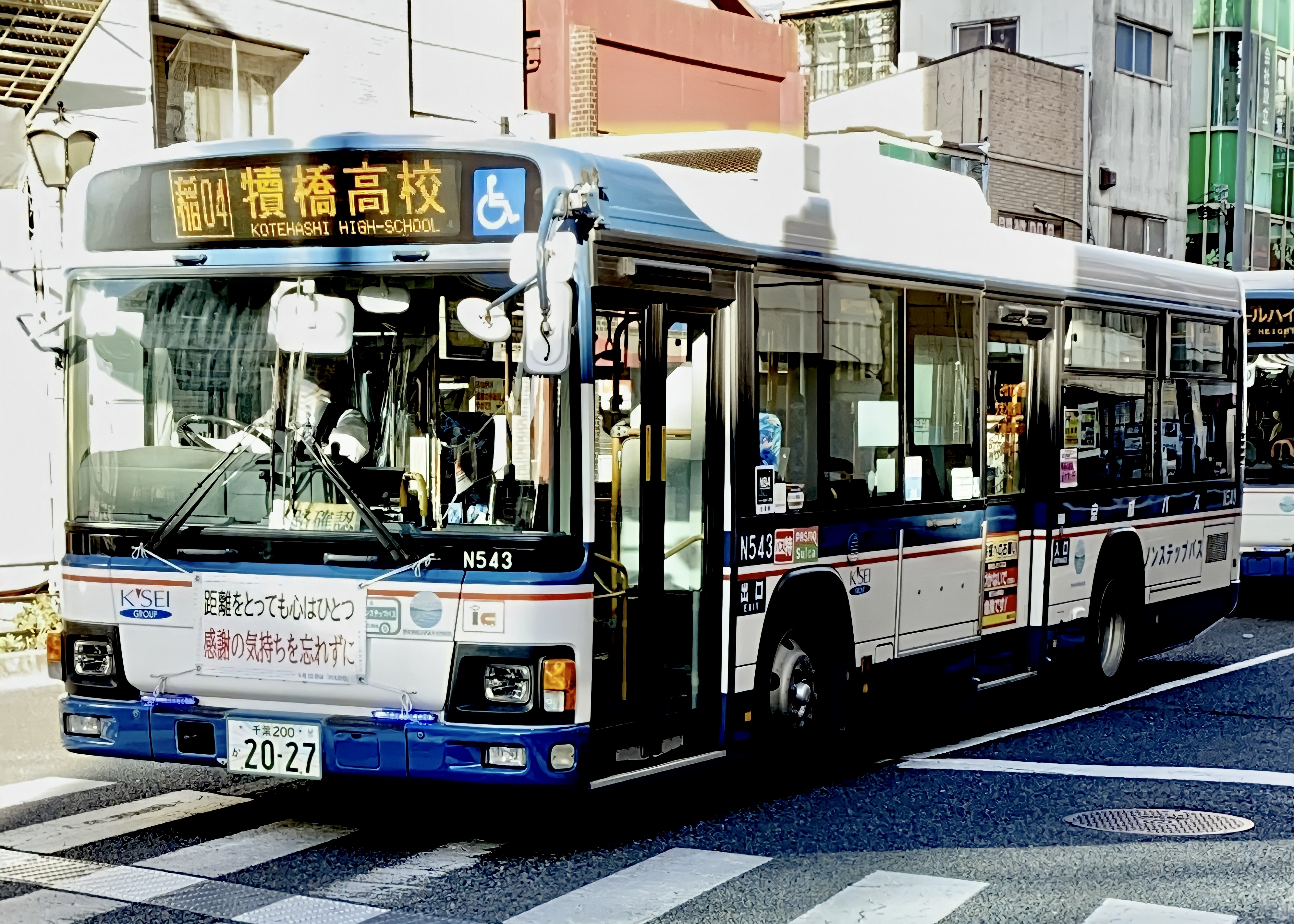
京成バスが運行する路線バス（稲04系統）

- JR総武線 稲毛駅、千葉都市モノレール2号線 穴川駅・スポーツセンター駅より京成バスに乗車。
  - 稲02系統・稲06系統に乗車した場合、「犢橋高校入口」バス停下車、徒歩で約10分。
  - 稲04系統（臨時バス）に乗車した場合、「犢橋高校」下車。
- 京成本線勝田台駅より千葉内陸バス勝22系統に乗車、「犢橋高校入口」バス停下車、徒歩で約10分。